# Fast Striker
Fast Striker est un jeu vidéo de type shoot 'em up développé et édité par NG:DEV.TEAM en 2010 sur Neo-Geo MVS et Dreamcast,,.